# Linia kolejowa nr 648
Ten artykuł dotyczy przyszłego wydarzenia. Informacje w nim zawarte mogą się zmienić wraz z pojawieniem się nowych faktów, a początkowe doniesienia mogą być niepewne. Ostatnie aktualizacje tego artykułu mogą nie odzwierciedlać najbardziej aktualnych informacji.
Linia kolejowa nr 648 – projektowana linia kolejowa w województwie łódzkim łącząca Wieluń ze stacją kolejową Chorzew Siemkowice. Linia ma powstać w ramach realizacji programu "Kolej +". Na podstawie wcześniej opracowanego studium prognostyczno-planistycznego, spółka PKP PLK przeprowadziła postępowanie przetargowe na wykonanie projektu budowy linii kolejowej 648